# Phytomyza nigra
Phytomyza nigra este o specie de muște din genul Phytomyza, familia Agromyzidae. A fost descrisă pentru prima dată de Macquart în anul 1835.
Este endemică în Franța. Conform Catalogue of Life specia Phytomyza nigra nu are subspecii cunoscute.